# Cugand
Cugand är en kommun i departementet Vendée i regionen Pays de la Loire i västra Frankrike. Kommunen ligger i kantonen Montaigu som tillhör arrondissementet La Roche-sur-Yon. År 2022 hade Cugand 3 746 invånare.

## Befolkningsutveckling
Antalet invånare i kommunen Cugand
| Referens: INSEE |